# Коккойоки
Коккойоки — река в России, протекает по Калевальскому району Карелии. Устье реки находится в 45 км по левому берегу реки Валазрека (вблизи истока последней). Перед устьем пересекает дорогу Калевала — Тунгозеро. Длина реки составляет 13 км.
В 4 км юго-западнее устья реки находится нежилая деревня Регозеро.

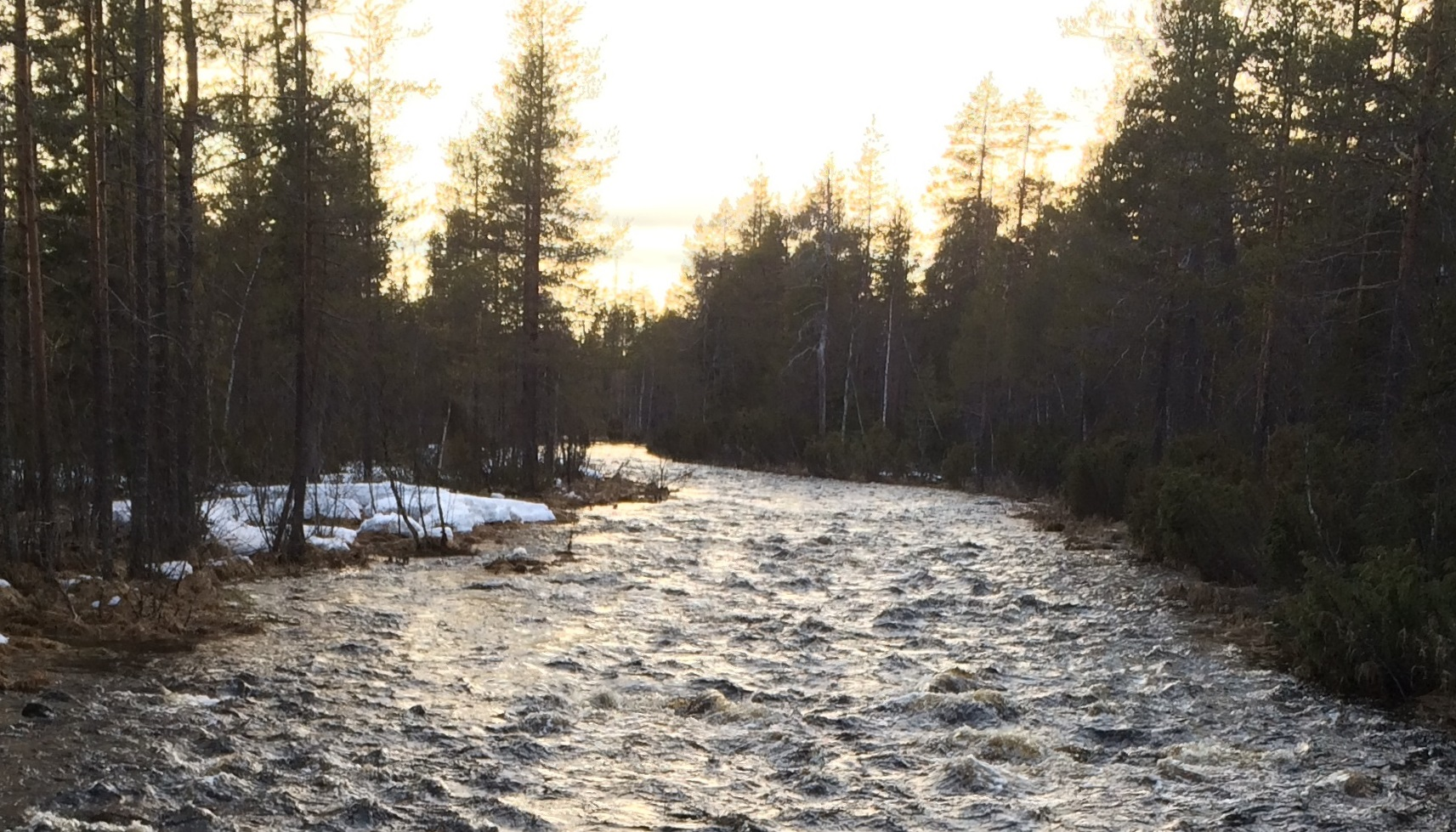
Вид с автомобильного моста против течения.

## Данные водного реестра
По данным государственного водного реестра России относится к Баренцево-Беломорскому бассейновому округу, водохозяйственный участок реки — Ковда от истока до Кумского гидроузла, включая озёра Пяозеро, Топозеро. Речной бассейн реки — бассейны рек Кольского полуострова и Карелии, впадает в Белое море.
Код объекта в государственном водном реестре — 02020000412102000000307.